# Konrad Mägi
Konrad Vilhelm Mägi (Hellenurme, 1 november 1878 - Tartu, 15 augustus 1925) was een kunstschilder uit Estland. Zijn werk werd beïnvloed door het expressionisme en het fauvisme.

## Leven en werk
Mägi kreeg zijn teken- en schildersopleiding binnen de Duitse kunstenaarsgemeenschap in Tartu. Tegelijkertijd was hij als jongeman actief in het theater, als violist en op sportgebied. Van 1903 tot 1905 ging hij naar de kunstacademie in Sint-Petersburg. In 1907 vervolgde hij zijn opleiding in Parijs. Later woonde hij onder meer periodes in Noorwegen, Italië en Rusland, en reisde hij door diverse andere Europese landen.
Mägi was een van de eerste Estlandse kunstschilders die zich losmaakte van de gangbare klassieke buitenlandse schilderstijlen en koos voor een modernistische richting. Zijn intense, felle kleuren ademen de sfeer van het expressionisme, het Duits-Nederlands impressionisme en het pointillisme. Zijn expressieve stijl en de emotionele betrokkenheid roepen soms associaties op met Vincent van Gogh. Ook zijn er invloeden van het fauvisme, met name in het non-naturalistische kleurgebruik. Vaak schilderde hij landschappen, maar hij maakte ook portretten. Mägi stond bekend als een expressief, gepassioneerd schilder.
Mägi doceerde na de onafhankelijkheidsverklaring van Estland in 1919 aan de nieuwe Kunstacademie "Pallas" te Dorpat, waar hij onder andere leermeester was van Karl Pärsimägi. Hij overleed in 1925, op 46-jarige leeftijd. Veel van zijn werk bevindt zich in het Kunstmuseum van Estland te Tallinn.

## Galerij

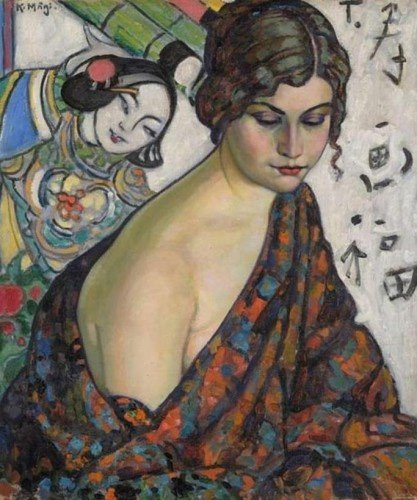
Portret van een dame
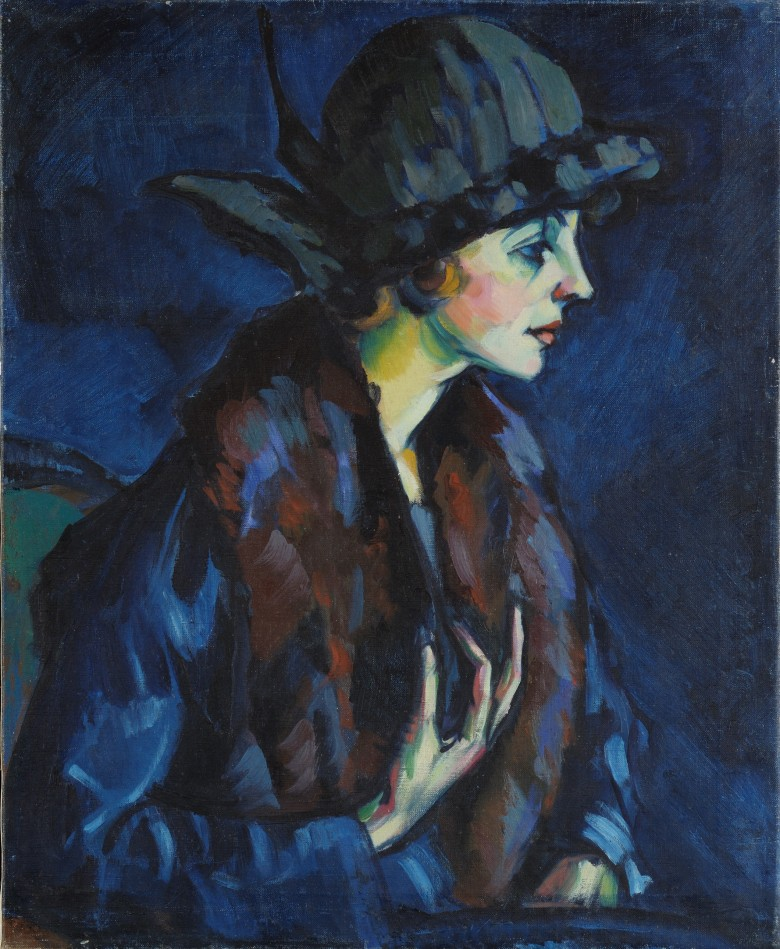
Portret van een vrouw
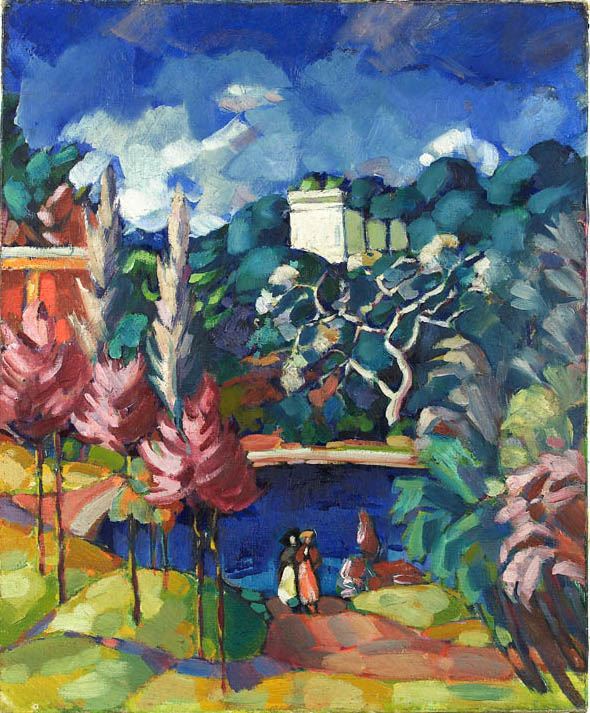
Italiaans landschap
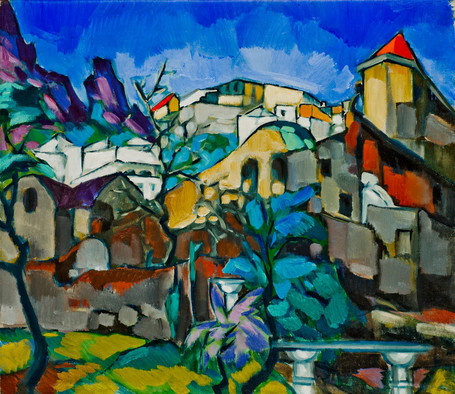
Landschap bij Capri
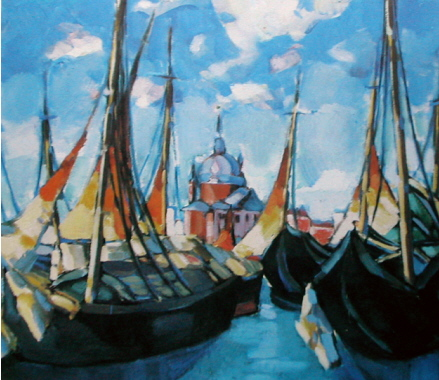
Schepen in Venetië
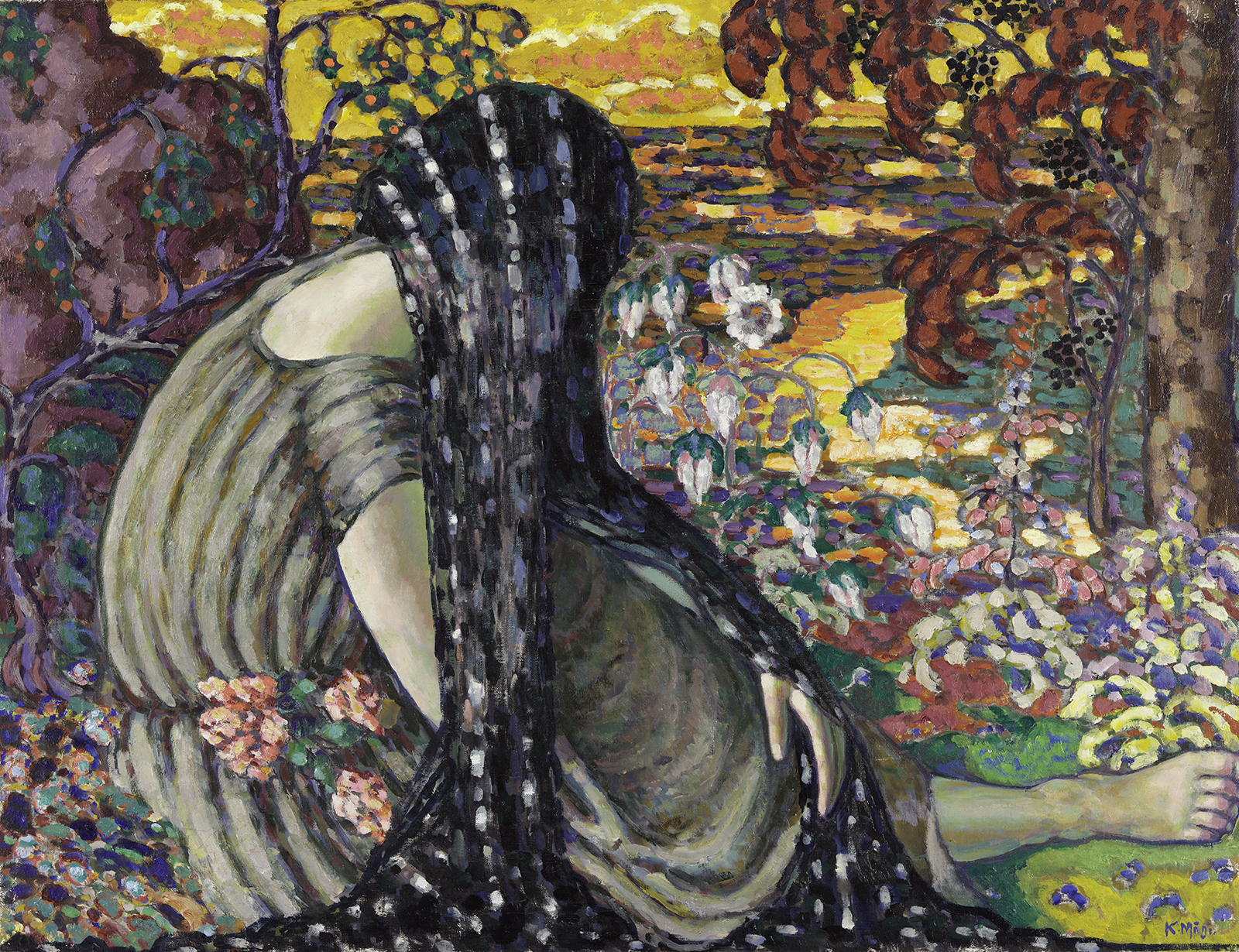
Meditatie
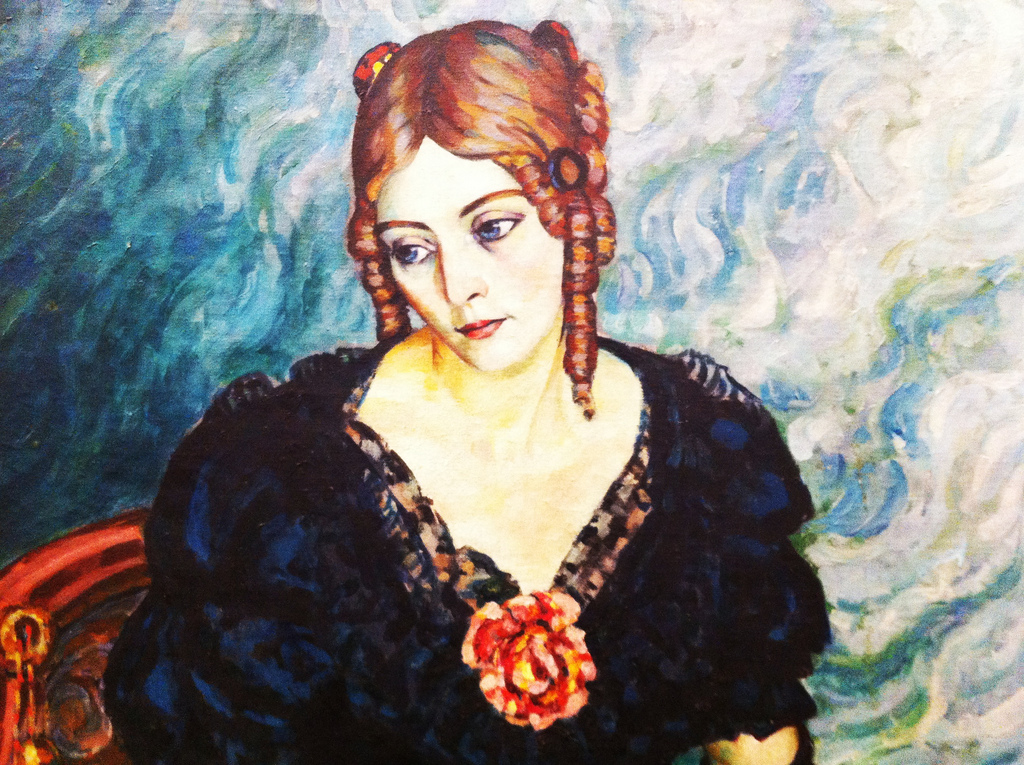
Portret
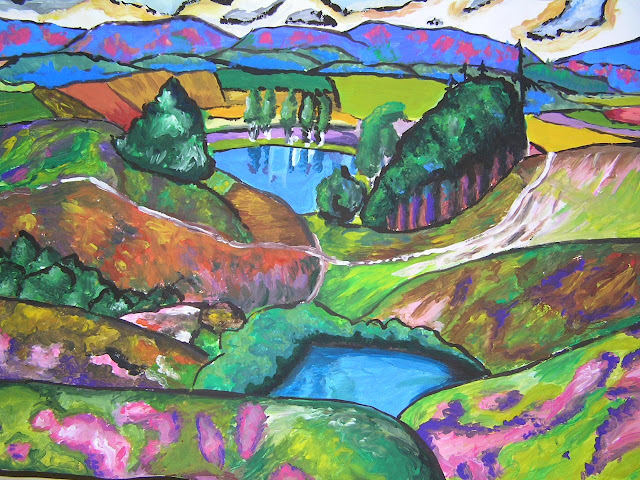
Talatuva
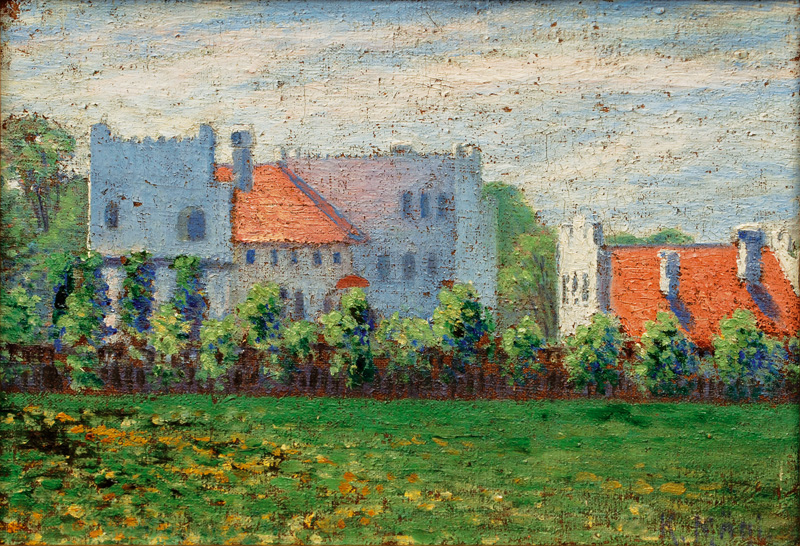
Gezicht op een landhuis
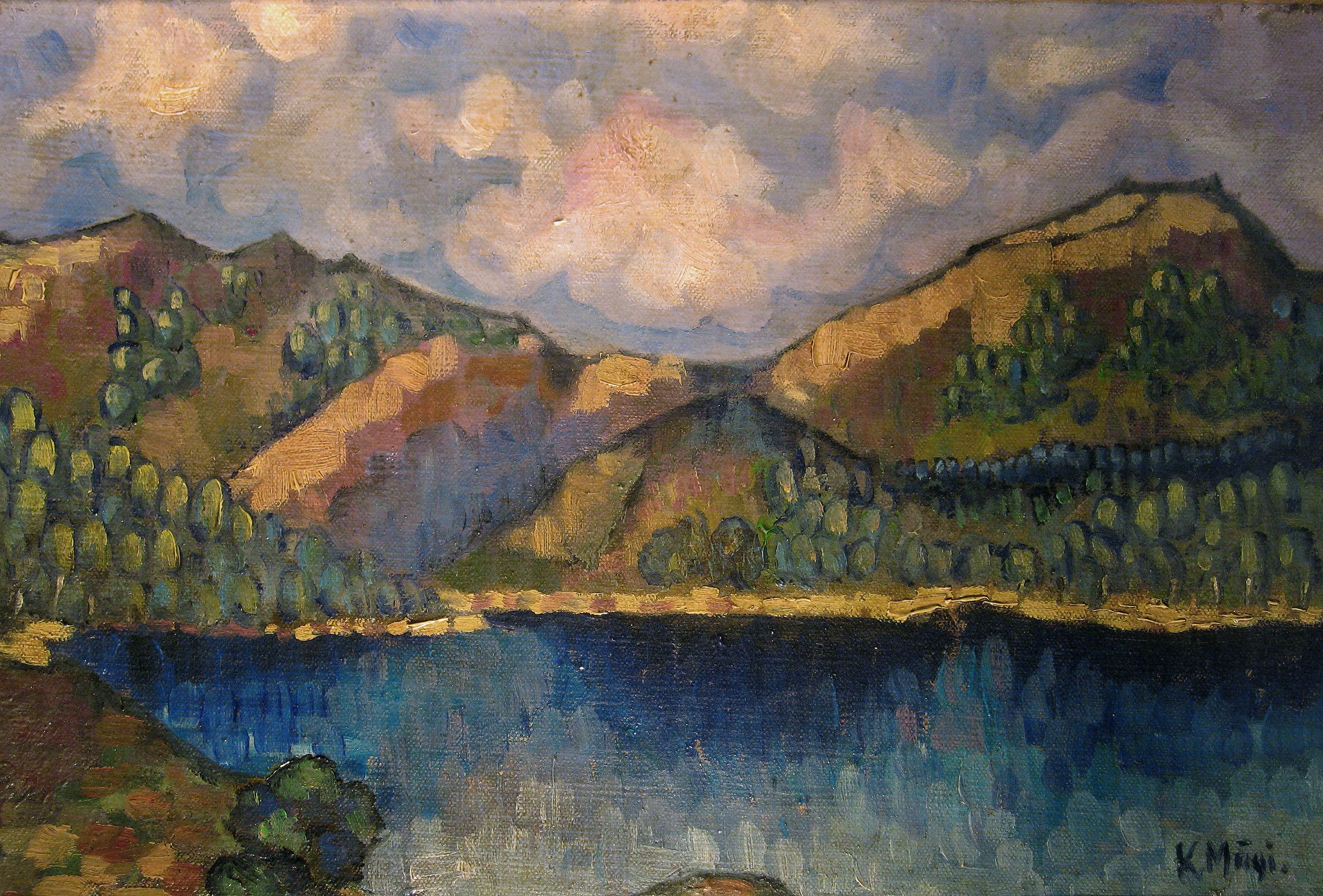
Gezicht op Noorwegen